# 弗拉芒政府
弗拉芒政府（荷蘭語：Vlaamse regering，[ˌvlaːmsə rəˈɣeːrɪŋ] ⓘ）是比利时弗拉芒社群与弗拉芒大區合併的行政部门，也是比利时的六个主要政府（联邦政府、布鲁塞尔首都大区政府、弗拉芒政府、瓦隆政府、法语社群政府、德语社群政府）之一，由首长领导，对弗拉芒议会负责，公共行政部门分为13个政策领域，每个领域有一个执行部门和多个机构。
弗拉芒政府内阁由最多11位部长组成，部长由弗拉芒议会选出，必须至少有一位部长来自布鲁塞尔。部长们来自各政党，这些政党上组成了执政联盟。